# Ешмор (Илиноис)
Ешмор (енгл. Ashmore) град је у америчкој савезној држави Илиноис.

## Демографија
По попису из 2010. године број становника је 785, што је 24 (-3,0%) становника мање него 2000. године.
| Група             | 2000.       | 2010.       |
| Белци             | 784 (96,9%) | 764 (97,3%) |
| Афроамериканци    | 3 (0,4%)    | 7 (0,9%)    |
| Азијати           | 10 (1,2%)   | 3 (0,4%)    |
| Хиспаноамериканци | 6 (0,7%)    | 2 (0,3%)    |
| Укупно            | 809         | 785         |